# アダム・レヴィ
アダム・レヴィ（Adam Leavy、1995年9月21日 - ）は、アイルランドのラグビー選手。

## プロフィール
- アイルランド・ダブリン出身[1]。
- ポジションはウィング(WTB)。
- 身長 185cm、体重 90kg

## 略歴
2021年、東京五輪の7人制アイルランド代表に選ばれた。